# Stazione di Modane

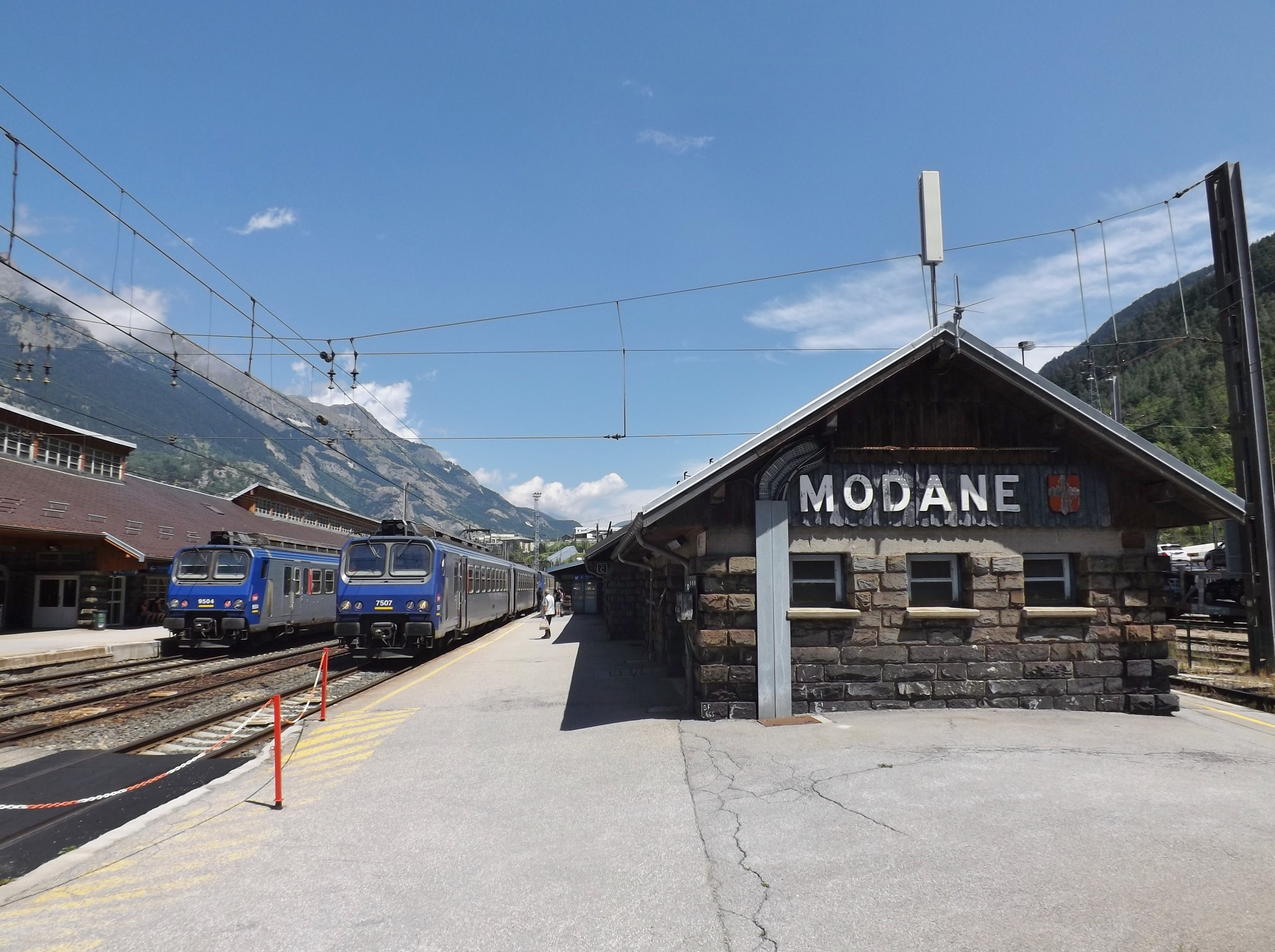
Elettrotreni Z2 delle SNCF in sosta alla stazione

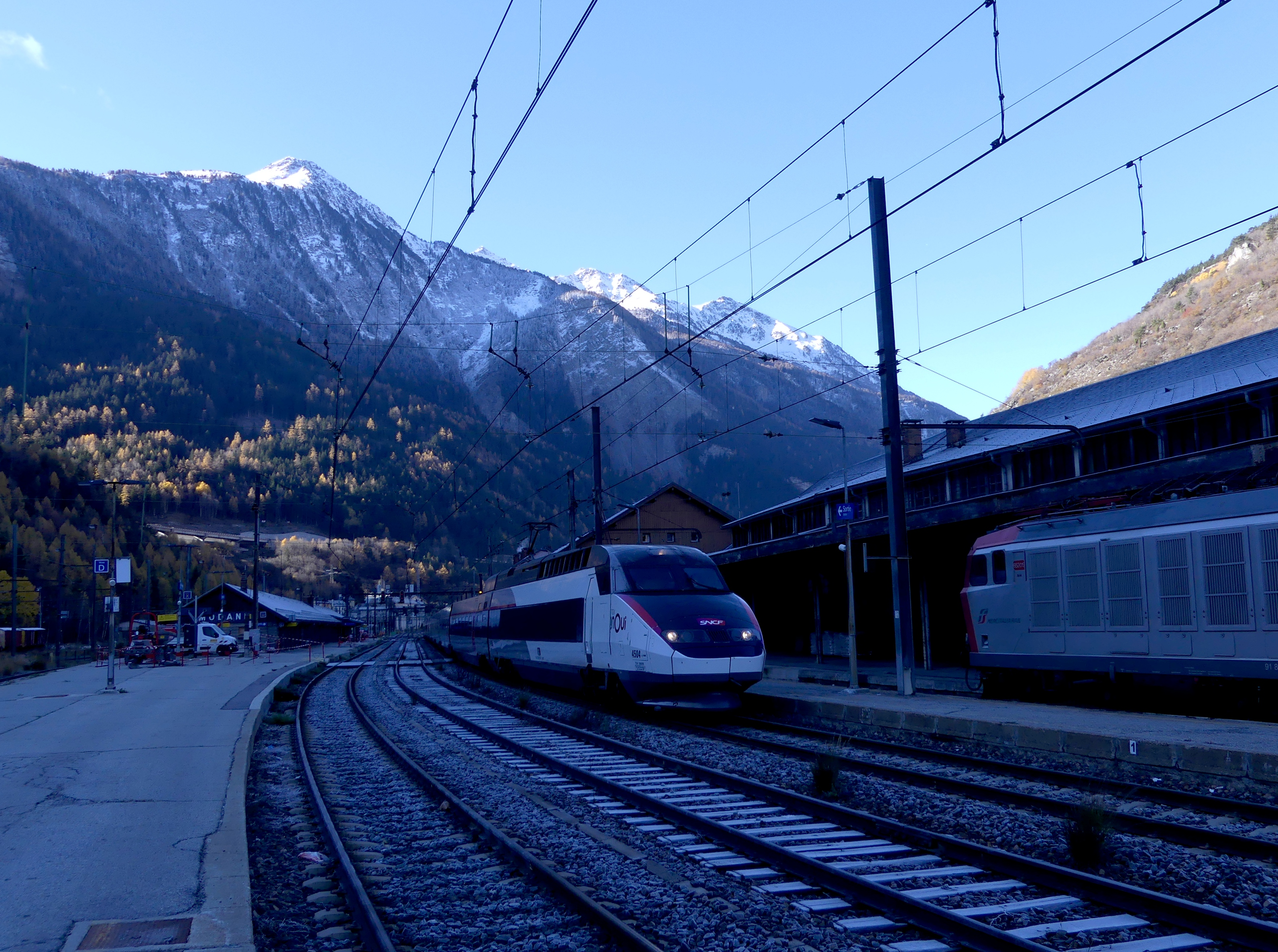
TGV Paris-Milan fermo alla stazione di Modane per poi proseguire in Italia

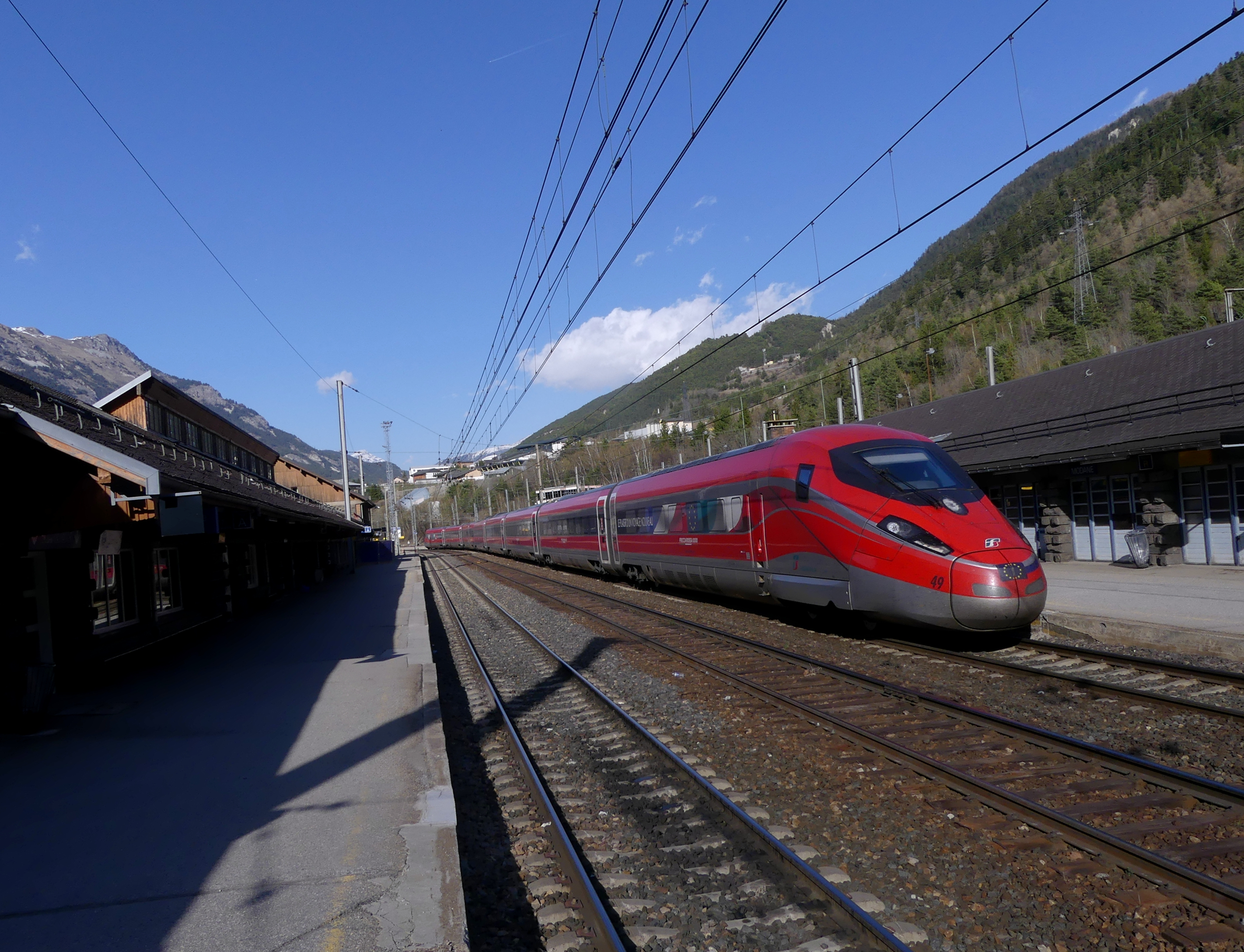
Frecciarossa 1000 Milan-Paris fermo a Modane per poi proseguire verso Parigi

La stazione di Modane è la stazione ferroviaria internazionale di trasmissione tra la rete ferroviaria francese e quella italiana a servizio dell'omonimo comune nel dipartimento della Savoia. Presso questo impianto si incontrano quindi la linea della Moriana e la linea del Frejus e si svolgono le procedure tecniche ed amministrative necessarie per lo scambio tra le due reti ferroviarie, dal cambio di locomotore a quello dei macchinisti.
La gestione delle infrastrutture è di competenze di SNCF, l'ente ferroviario francese.

## Storia

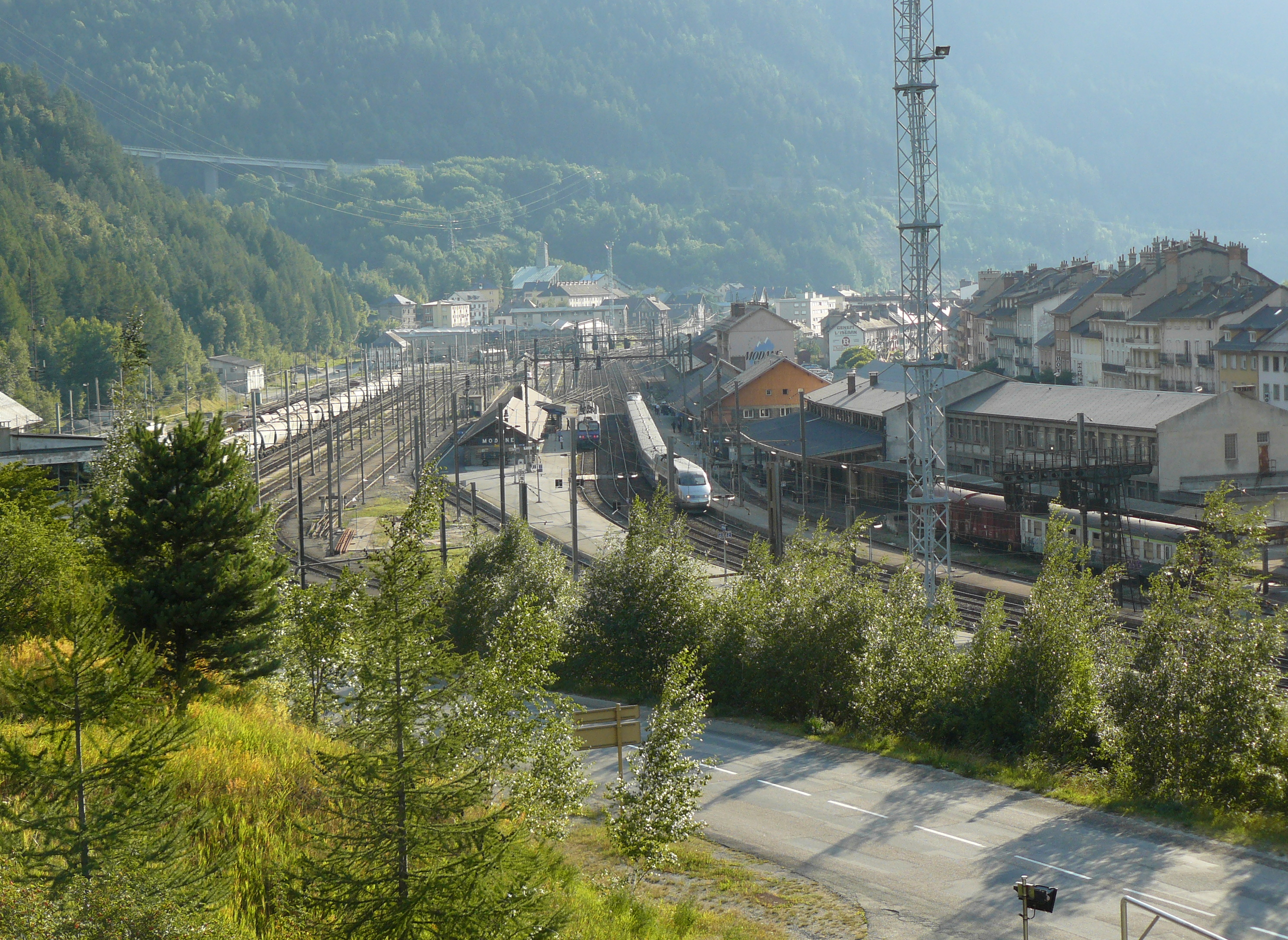
Il piazzale della stazione

La stazione è stata aperta il 16 ottobre 1871 assieme al tronco ferroviario collegante San Michele di Moriana a Bussoleno comprensivo del traforo del Frejus.
Il 20 agosto 1915 venne attivato l'esercizio a trazione elettrica a corrente alternata trifase sulla tratta fra Modane e Bardonecchia, comprendente il traforo del Frejus; tale tratta venne convertita alla corrente continua il 28 maggio 1961.

## Strutture ed impianti
Il piano del ferro è caratterizzato da un fascio principale, composto da quattro binari di cui tre - rispettivamente il primo, il terzo e il quarto - risultano serviti da banchine. Un secondo fascio è utilizzato per il deposito dei convogli o per la composizione dei treni merci.
I binari della stazione sono elettrificati secondo le caratteristiche vigenti sulla linea francese, ovvero a 1500 volt in corrente continua con alimentazione per linea aerea. La zona neutra di separazione tra la linea di contatto francese e quella italiana, quest'ultima a 3000 volt in continua, è posizionata presso la progressiva chilometrica 101+973, tra il deposito locomotive ed il cavalcavia della route nationale 6, quindi in direzione del traforo, lato Bussoleno. Ad ogni modo le locomotive italiane, con tutti i pantografi in presa, possono e sono autorizzate a lavorare a mezza potenza nella zona francese e questo facilita di molto arrivi e partenze dei treni.

## Movimento
Per quanto riguarda il traffico passeggeri locale, la stazione è capotronco delle corse di due servizi TER Rhône-Alpes, entrambe esercite dalla Société nationale des chemins de fer français (SNCF):
- Lione-Part-Dieu – Modane;
- Chambéry-Challes-les-Eaux – Modane.

L'impianto è inoltre servito da due linee TGV. Una collega Modane con Parigi Gare de Lyon, la seconda invece è il collegamento tra Parigi Gare de Lyon e Milano Porta Garibaldi, attraverso la ferrovia del Frejus, che collega la stazione con le città italiane di Bardonecchia, Torino e Milano. In più, fa da fermata per il servizio Frecciarossa Milano Centrale - Lione - Parigi Gare de Lyon dall'apertura del servizio nel dicembre 2021.
Infine, da settembre 2017 fino al 2019, era stata prolungata la linea 3 del Servizio ferroviario metropolitano di Torino con cui, nei giorni festivi, era possibile raggiungere la stazione con quattordici treni in partenza da Torino Porta Nuova.